# Кугу сорта
Кугу́ сорта́ (мар. «біла свічка») — модерністська та реформаторська течія у марійській релігії кінця ХІХ — початку XX століть, що виникла під впливом християнства та в декотрій мірі ісламу.

## Історія

Марійські карти (жерці) під час ритуалу

Дослідник історії Кугу сорта Пол Верт розповідає про те, що джерела 1860-х років свідчать про підйом національно-релігійних почуттів серед марійців, які були формально християнізовані, однак таємно дотримувалися віри своїх предків.
Близько 1877—1878 років відбулася зустріч представників різних напрямків марійській релігії. Хоча консенсусу щодо вірувань, організації та цілей на зустрічі не було досягнуто, значна частина учасників зустрічі згрупувалася навколо жерця Андрія Якманова.
На відміну від традиційної марійської релігії, послідовники Кугу сорта відмовлялися від жертвоприношення тварин, залучали жінок до проведення обрядів, а у своїх віруваннях наближалися до монотеїзму.
Назва «Кугу сорта» початково застосовувалася до цього руху тими послідовниками марійської релігії, що не увійшли до нього. Учасники руху натомість називали його «давньої чистою вірою марі».
Кугу Сорта зазнавала переслідувань, зокрема у 1883 році вісім її лідерів були заслані до Сибіру без суду, однак їм було дозволено повернутися у 1896 році.

## Лист марійців турецькому султану

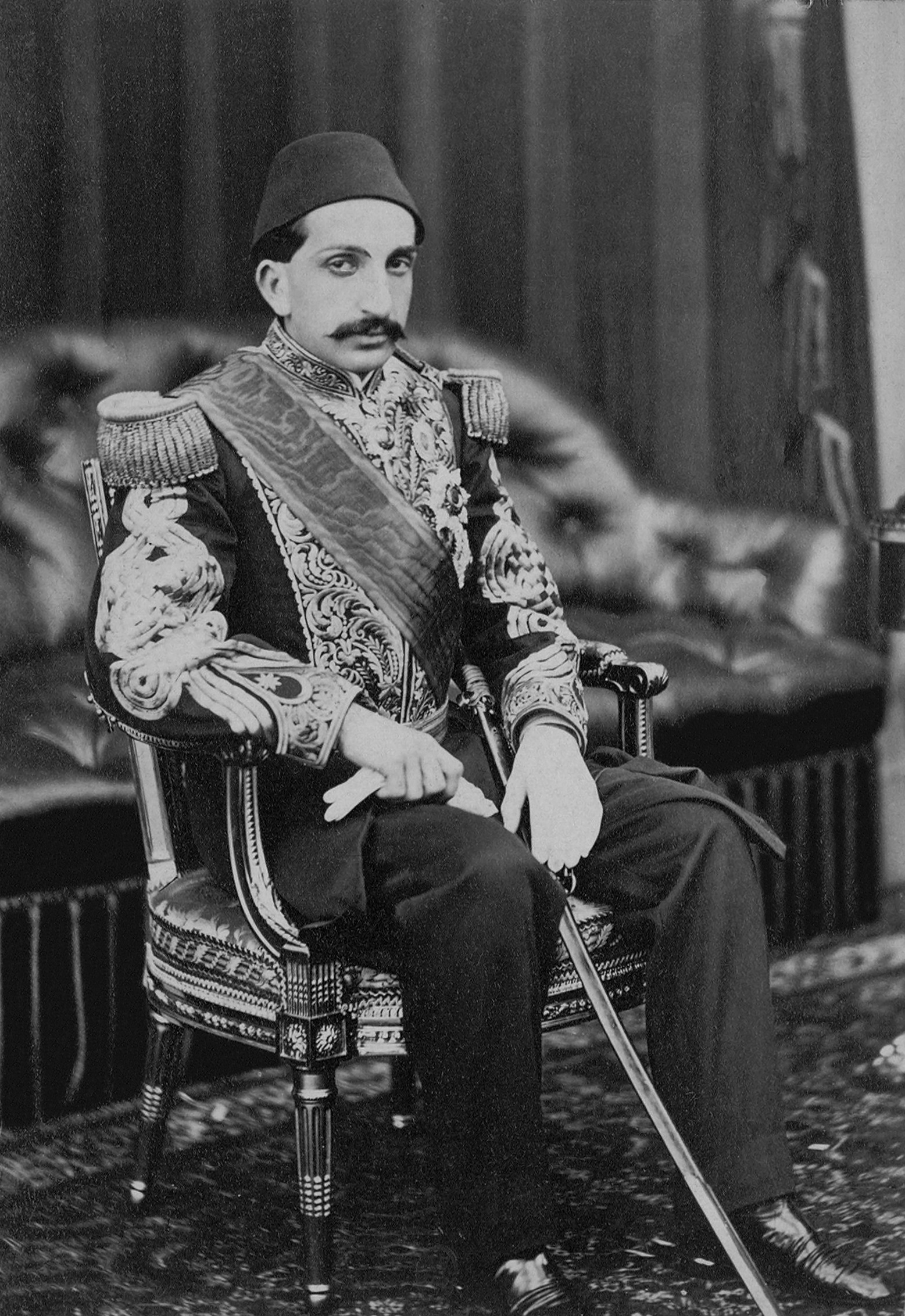
Султан Абдул-Гамід II

Учасники руху у 1887 та 1888 роках надсилали листи російському імператорові Олександру III марійською та російською мовами з проханням забезпечити свободу сповідання марійської традиційної релігії. Не отримавши відповіді на них, у 1891 році представники Кугу сорта звертаються до султана Османської імперії Абдул-Гаміда II з проханням скласти протекцію марійській вірі перед російським імператором.
На думку науковця Ільяса Мустакимова, ідею написання листа турецькому султану міг подати татарин, знайомий із нещодавнім зверненням російських мусульман до улемів Мекки щодо утисків ісламу у Російській імперії. На думку дослідника, якість перекладу вказує на те, що перекладач листа османською мовою Ахмед Нермі був доволі освіченою людиною, хоч інших даних про нього знайти не вдається.
Лист датований 18 березнем 1891, його переклад — 9 квітня того ж року. Як місце написання значиться село Упша (зараз — у Оршанському районі) Марій Ел. Під зверненням стоять підписи марійськими тамгами та кирилицею. Лист дійшов до адресата, однак зберігся лише частково.

## Кугу сорта танаціональний рух марі
Представники течії відіграли значну роль у марійському національному русі початку XX ст. Зокрема, представник Кугу сорта В. Т. Якманов виступив із вітальним словом під час першого З'їзду марі у 1917 році. На сьомому засіданні з'їзду 23 липня 1917 року було прийнято рішення про надання Кугу сорта рівних з іншими релігіями прав та формування Центрального духовного управління марі.

## Сучасність
Під час переслідувань релігійності у радянський період Кугу сорта розчинилася у підпільних групах марійської релігії. Невідомо про спроби відродження групи у 90-х.